# Ivan Kuliak
Ivan Vitalievich Kuliak (em russo:  Иван Витальевич Куляк; 28 de fevereiro de 2002) é um ginasta artístico russo. Ele é o campeão russo júnior de 2019 no geral e no solo e medalhista de prata na barra horizontal. Em 2022, ele se tornou conhecido ao usar um adesivo "Z" no peito durante a cerimônia de medalha em apoio à invasão da Ucrânia pela Rússia durante um dos circuitos da Copa do Mundo de Ginástica Artística.

## Carreira
Ivan Kuliak começou a praticar ginástica aos quatro anos em 2006 em Kaluga, sua cidade-natal, quando sua mãe o matriculou em aulas do esporte. Em 2019, tornou-se o campeão russo de solo e geral júnior e medalhista de prata na barra horizontal. Ele representou a Rússia no Festival Olímpico Europeu da Juventude de 2019 e conquistou a medalha de prata no individual geral e na disputa por equipes e bronze no solo e argolas.
Em março de 2022, Kuliak usava um adesivo "Z" no peito durante a cerimônia de medalha da competição de barras paralelas no circuito de Doha da Copa do Mundo. "Z" é comumente usado pelas forças invasoras russas na Ucrânia e significa Za pobedy (em tradução literal, Para a vitória). Ele exibiu o símbolo enquanto estava no pódio ao lado de um atleta ucraniano, Illia Kovtun, que venceu o evento. Antes da competição, a Federação Internacional de Ginástica (FIG) havia banido ginastas russos de todas as disputas oficiais, mas a proibição só entraria a vigor um dia depois da cerimônia de premiação. Em 6 de março, a FIG anunciou que pedirá à Gymnastics Ethics Foundation para abrir um processo disciplinar contra Kuliak. Em 17 de maio, a comissão disciplinar da Federação Internacional de Ginástica suspendeu Kuliak de participar das competições por um ano por ter usado um símbolo de invasão russa à Ucrânia no pódio da Copa do Mundo de Ginástica.